# Ionescu Klára
Ionescu Klára (szül. Texe) (Kolozsvár, 1949. május 14. –) erdélyi magyar informatikus, egyetemi oktató.

## Élete
Iskoláit szülővárosában végezte. A kolozsvári tudományegyetem matematika szakán végzett 1973-ban, majd ugyanott egy évig a mai mesterinek megfelelő szakképzésben részesült. 1974 és 1998 között a kolozsvári informatikai líceum tanára. 1998-tól 2007-ig a Babeş–Bolyai Tudományegyetem matematika és informatika karán adjunktus, azóta nyugdíjasként tart órákat.   2003-ban doktorált informatikából a bukaresti Közgazdaságtudományi Akadémián. 2011-től a Nyíregyházi Főiskola docense is volt.

## Munkássága
Informatikai olimpiák (tantárgyversenyek) szervezője helyi, országos és nemzetközi szinten. A CEOI közép-európai informatika olimpia szervezője, első (kolozsvári) kiadásának főszervezője.
Az 1990-es évek elején létrehozta a Libris könyvkiadót, amely román nyelvű informatikai szakkönyvek kiadására szakosodott. Irányításával románra fordították és kiadták Cormen–Leiserson–Rivest híres algoritmuskönyvét.
A középiskolásoknak szánt Gazeta de Informatică szerkesztője, és több éven át kiadója.
Kutatási területe az adatszerkezetek elmélete és gyakorlata, amelyből a doktori tézisét is írta.

### Könyvei
- Structuri arborescente cu aplicaţiile lor (ifj. Zsakó Jánossal) Ed. Tehnică, Bucureşti, 1990.
- Proiectarea şi analiza structurilor de date spaţiale. Quad-arbori, Presa Universitară Clujeană, 2006.
- Bevezetés az algoritmikába, Kolozsvári Egyetemi Kiadó, 1. kiadás: 2005, 2. kiadás: 2007.
- Adatszerkezetek, Kolozsvári Egyetemi Kiadó, 2007.
- Pătcaș Csaba-György – Ionescu Klára: Hogyan válhatunk profi programozókká?, Kolozsvári Egyetemi Kiadó, Kolozsvár, 2019. ISBN 978-606-37-0705-6